# Paul Langevin
Paul Langévin, francoski fizik, * 23. januar 1872, Pariz, Francija, † 19. december 1946, Pariz.

## Življenje in delo
Langevin je med letoma 1888 in 1892 študiral na École de Physique et Chimie in med letoma 1893 in 1896 na École Normale Supérieure. Raziskoval je v Cavendishevem laboratoriju v Cambridgeu pri Josephu Johnu Thomsonu. Doktoriral je leta 1902 pri Marie Sklodowski-Curiejevi. Curiejeva je imela po smrti svojega moža Pierra Curieja razmerje z njim, kar je v tisku izzvalo škandal.
Leta 1911 je sodeloval na 1. Solvayevem kongresu naravoslovcev v Bruslju. Langevin je v Franciji zelo razširjal Einsteinovo teorijo relativnosti in je bil njen velik zagovornik.
Za njegove znanstvene dosežke mu je Kraljeva družba iz Londona leta 1940 podelila Copleyjevo medaljo.